# 第13軍団 (北軍)
南北戦争中の北軍第13軍団（XIII Corps）は、当初はユリシーズ・グラントが、続いてジョン・A・マクラーナンド、エドワード・オードが軍団長を務めた軍団である。西部戦線、ミシシッピ川流域戦線およびメキシコ湾岸沿いで活動した。

## 軍団の歴史

### 結成
第13軍団は、第14軍団と共に、1862年10月24日に一般命令168号により結成された。これら2つの軍団は、西部戦線において初めて結成された軍団であった。第14軍団は、ウィリアム・ローズクランズ少将の指揮下にあった部隊を統合したものであり、第13軍団はユリシーズ・グラント隷下の部隊を統合したものであった。
グラント隷下の部隊はテネシー軍と呼ばれていたが、第13軍団はこれと事実上同じものであった。軍団とはいえ、その規模は巨大でありグラントは軍団を右翼、左翼及び中央翼に分割することを選んだ。1862年12月、第13軍団は正式に4つの軍団に分割され、それぞれ第13軍団、第15軍団、第16軍団及び第17軍団となりテネシー軍に所属することとなった。グラントはそのままテネシー軍の司令官となり、第13軍団の軍団長にはジョン・A・マクラーナンドが就任した。正式な命令が各翼の指揮官に届く前に、右翼の指揮官であったウィリアム・シャーマンはヴィックスバーグに対する遠征を開始していた。シャーマンの第13軍団右翼は、12月26日－29日のチカソー・ベイヨウの戦い（Battle of Chickasaw Bayou）に参加した。正式には12月22日に、右翼部隊は第15軍団となっていたが、殆どの戦場からの報告が第13軍団右翼と記されている。

### アーカンソー・ポスト
1863年始め、マクラーナンドはアーカンソー・ポストのヒンドマン砦に対する遠征を開始した。このとき、マクラーナンドは自身の第13軍団だけではなく、シャーマンの第15軍団も指揮下においていた。マクラーナンドは、これらの部隊をミシシッピ軍と呼ばせ、第13軍団を「ミシシッピ軍第1軍団」、第15軍団を「ミシシッピ軍第2軍団」と命名した。マクラーナンドは軍司令官となり、第13軍団の軍団長にはジョージ・モーガン（George W. Morgan）が務めた。アンドリュー・スミス（Andrew Jackson Smith）とピーター・オスターハウス（Peter Joseph Osterhaus）の師団が戦闘に参加したが、スミスの師団のスティーブン・バーブリッジの旅団のみが激しい戦闘を経験した。

### ビックスバーグ
ビックスバークへの侵攻作戦は、グラントが指揮をとった。マクラーナンドは軍団長に戻り、テネシー軍はミシシッピ軍に再吸収された。これにより軍団名称もミシシッピ軍第1軍団から、第13軍団に戻った。ビックスバーグ方面作戦（1863年3月-7月）が開始された時点で、第13軍団は第9師団、第11師団、第12師団、第13師団および第14師団の5個師団編成であり、各師団長は、オスターハウス、スミス、アルヴィン・ホーヴェイ（Alvin Peterson Hovey）、レオナード・ロス（Leonard Fulton Ross）、ユージン・カー（Eugene Asa Carr）であった。ロスの第13師団は作戦中もアーカンソーに留まり、戦闘には参加しなかった。7月になって、この師団（師団長はフレデリック・サロモン(Frederick C. Salomon）に代わっていた）は、ベンジャミン・M・プレンティス指揮下の東アーカンソー小軍管区（District of Eastern Arkansas）の部隊（第1師団）として、ヘレナの戦いに参戦した。
5月1日のポート・ギブソンの戦い（Battle of Port Gibson）では、第17軍団からの若干の支援は受けたものの、第13軍団が中心となって戦った。マクラーナンドは5月16日のチャンピオンヒルの戦いに軍団の全兵力を投入しなかったが、ホーヴェイの師団が南軍右翼への攻撃を先導した。チャンピオンヒルでの勝利の翌日、ビッグ・ブラックリバー・ブリッジの戦い（Battle of Big Black River Bridge ）もまた、第13軍団が単独で戦った。カーの師団が攻撃の矛先となった。 
グラントが包囲戦を開始した時、第13軍団は北軍の左翼を担当した。ビックスバークへの攻撃における、第13軍団の損害は1500人近かった。
グラントはマクラーナンドは軍団長としては不適格と考えており、両者の関係は長期にわたってギスギスしていた。6月19日、マクラーレンは自身が書き残したメモのために、軍団長を解任された。後任にはグラントの友人で1862年に受けた傷から回復したばかりのエドワード・オードが就任した。オードは包囲戦の残りの期間、軍団を指揮した。ビックスバーグの陥落後、シャーマンはそこに集結している南軍を駆逐するため、ジャクソンへの遠征を開始した。シャーマンは第13軍団と、第16軍団のジェイコブ・ラーマンの師団も引き連れていった。カーは病気を得て一時的に軍を離れ、ウィリアム・ベントンが代わって師団長となった。

### テキサス及びルイジアナ
ジャクソン陥落後、第13軍団はビックスバーグに戻り、その後メキシコ湾軍管区（Department of the Gulf）へ配属替えとなった。東アーカンソー小軍管区の部隊は軍団を離れ、スミスはテネシーでの指揮官に任命され、オスターハウスは第15軍団の師団の指揮をとることになり、ホーヴェイは妻が死去したため軍を辞した。2個師団が統合され、師団長にはカドワラダー・ウォッシュバーンが就任した。また第17軍団から、フランシス・ヘロン（Francis J. Herron）の師団が加わった。
1863年秋、ナサニエル・バンクス が第13軍団をテキサスに対する沿岸方面作戦のブウンズヴィルの戦い（Battle of Brownsville）に投入し、これに勝利した。1864年2月まで、軍団司令部はテキサスにあり、マクラーナンドが軍団長に戻ってきた。

### レッド川
その後も第1師団と第2師団はテキサスに留まったが、バンクスは第3師団と第4師団を3月から5月まで続いたレッド川方面作戦に参加させた。作戦開始時、軍団はトーマス・ランソム（Thomas E. G. Ransom）が率い、第3師団長はロバート・キャメロン（Robert Alexander Cameron）准将、第4師団長はウィリアム・ランドラム大佐であった。軍団は4月8日のマンスフィールドの戦いに参戦した。ランソムはマンスフィールドで負傷し、キャメロンが一時的に軍団長を指揮した。数週間後、テキサスに留まっていた第1師団の師団長を務めていたマイケル・ロウラー（Michael Kelly Lawler）が正式に軍団の指揮を取ることとなった。マクラーナンドはしかしながら、バンクスの下でこれら2個師団の指揮を直接執ることを当然と考えていた。マクラーナンドはその後病気のために軍を離れ、分遣隊の指揮はロウラーが継続して執った。直ぐにウィリアム・ベントン（William Plummer Benton）が軍団長に任命されたが、ルイジアナにあった分遣隊の指揮官にはロウラーが留まった。ロウラーは5月16日のマンシュラの戦い（Battle of Mansura）でも分遣隊を率いた。

### モービル
1864年6月11日、第13軍団は解散した。1865年2月18日、第13軍団は再結成され、ゴードン・グレインジャー（Gordon Granger）が軍団長に任命された。軍団は3個師団編成で、師団長はジェイムズ・ヴィーテック（James C. Veatch）、クリストファー・アンドリューズ（Christopher Columbus Andrews）、及びベントンであった。この新生第13軍団は、アラバマ州モービルの陥落に繋がったブレイクリー砦の戦い（Battle of Fort Blakely）に参加した。1865年6月20日に軍団は解散した。
第13軍団には正式な記章は与えられず、従って戦争の期間中を通じて、兵士達は記章付きの軍服を着用しなかった。
The men of the XIII Corps were never designated an official corps badge and therefore never wore any form of a corps badge during the war.

## 参考資料
- www.civilwararchive.com